# 倉木しおり
倉木 しおり（くらき しおり、1995年9月10日 - ）は、日本のAV女優。オールプロモーションを経てリスタープロ所属。

## 略歴・人物
2018年2月にAVデビュー。
2019年10月、ゲオTV×メンズサイゾー ADULT AWARD 2019・タイニーガール部門にノミネート。二つ名は「正統派にして体当たり少女」。同年12月、同部門グランプリ受賞（授賞式は翌年1月10日）。
正統派美少女風の容姿ながら、デビュー時よりNG要項が少なくハードな作品にも出演している。出演時に達成感があったこと、無理だと思ってもカメラが回るとスイッチが入り「やってみると意外とできちゃうんです」とその出演動機を述べている。
2020年2月、アイドルグループ「マシュマロ3d+ teamメレンゲ」への加入を発表。
2021年6月8日、東京・三軒茶屋グレープフルーツムーンでの「月で逢いましょうvol.13」にて初ワンマンライブを経験。
2023年2月にきゃなみん、5月に松宮ひすいが続けて卒業し、マシュマロ3d+ teamメレンゲが倉木1名のみとなる。2023年7月26日、マシュマロ3d+公式アカウントがグループの解散を発表。

## 作品

### アダルトDVD
- 新・素人娘、お貸しします。 VOL.73（2月2日、プレステージ）
- 探偵不倫調査NTR記録 清楚なふりした淫乱若妻 しおり25歳（3月8日、SODクリエイト）※「しおり」名義
- シロウトTV×PRESTIGE PREMIUM 30（3月30日、プレステージ）※「しおり」名義
- 制服美少女の仲良く並んだオマ○コに交互にずっぷり谷渡し中出し性交（4月19日、エムズビデオグループ）
- 120分ノンストップSEX淫乱遊戯（4月25日、MAX-A）
- 着衣での仕事のはずが媚薬を盛られイヤラシ汁を垂れ流すほど視姦され追い打ち媚薬で発情しイキ堕ちる清純デッサンモデル（5月18日、DOC）※「しおり」名義
- 2018年度SOD新卒女子社員の皆さん タオル一枚男湯入ってみませんか? HARD MISSION!! 入社直後の初々しい新卒女子社員5名が超羞恥AV撮影現場体験研修で全員挿入されちゃいました!（6月7日、SODクリエイト）※「須賀ゆず」名義
- マジックミラー号 女子○生限定! 豪華撮りおろし2タイトル収録8時間! 田舎&都会で見つけた制服美少女総勢15人全員SEX成功&オール顔射スペシャル!（6月7日、SODクリエイト）※「あいり」名義
- 昔、僕にオナニーのやり方を教えてくれた従姉と5年ぶりに再会（6月13日、アリスJAPAN）
- 友人の彼女のパンツのいやらしいヒップラインに興奮!両手両足を拘束し固定極太バイブでエロ尻イキ潮連続噴射! 2（6月15日、DOC）※「しおり」名義
- 女子●生が女教師を弄ぶ 悪戯レズ同棲♡ 〜初めてのマンツーマンレズレッスン〜 倉木しおり 江藤侑里（6月19日、レズれ！）
- 清純女学生強制中出し性交（6月25日、MAX-A）
- 「オチ○ポが入る瞬間が好きです…」 20歳大学生しおり 彼氏に黙って初浮気（7月12日、AKNR）※「しおり」名義
- レズれ!祝5周年記念 勉強仕事に疲れてウトウトしているととっても身近で信頼していたアノ女(ひと)が突然Hな悪戯! 嫌がるどころかストップされたくないほど気持ち良くなったワタシはそのまま寝たフリ我慢していると笑顔の真性レズは股間まで手を突っ込んでくるんです…声が出ちゃいそうになっているのを知ってか知らずかいっぱい濡れちゃったワタシの大事なアソコの中に鼻息荒くしながら激しく指入れ!!男の人より断然気持ちいい手マンに犯されたワタシは痙攣するまでイッちゃいました…。 完全初出し240分 16コーナー（7月19日、レズれ!）
- 真面目OL史上最悪の恥辱（8月2日、グローリークエスト）
- 街角シロウトナンパ! vol.23ガールズバー編（8月24日、プレステージ）※「まゆ」名義
- 「私、引き込もりの同級生とその家族の人たちに凌辱され種付けされ続けるの…そう、これから毎日…」（9月13日、オーロラプロジェクト・アネックス）
- 放課後ワリキリバイト 2（9月14日、S級素人）※「しおり」名義
- 義母と娘の偏愛レズビアン 〜性に目覚めたばかりの娘を執拗に誘惑する継母〜 倉木しおり 小早川怜子（9月19日、レズれ!）
- 訪問先で媚薬チ○ポを即ハメされて抵抗するも絶頂が止まらない敏感女 2 〜配達員、ピザ屋、古本買取、ストレッチ整体、家事代行〜（10月11日、ナチュラルハイ）
- 近親寝取られ伯父相姦。 娘を豹変させたモラルの無い巨根。（10月25日、ダスッ!）※「宮崎しおり」名義
- 即ハメ×潮吹き×ポルチオ 大情熱SEX 倉木しおり（11月9日、e-kiss）
- 出会い系やりまくって特に可愛かった娘とのH動画を撮って売ってみた。（11月9日、SCOOP）
- カラダは口ほどに物を言う。 エッチな気持ちが隠しきれない清純美少女（11月13日、S-Cute）
- 両親の居ない日、僕は妹と精子が枯れるまで1日中ヤリまくった。（11月23日、TMA）
- はじめての一人旅。 親戚の伯父さんとひと夏の思い出（11月23日、I.B.WORKS）
- いつでもどこでも時間停止して中出しできる学園 III（12月1日、MOODYZ）
- 父親が再婚して突然出来た義母妹は超無防備で胸チラしまくり! 2 義理とはいえ家族なのに勃起してしまったボクそれに気づいた義母に軽蔑されると思ったら手コキやフェラで誘惑チ○ポ狩り! そのうえ思春期の妹もジロジロと観察してきて…（12月10日、ブリット）
- 大好きなカノジョをハメ撮りしちゃいました。 清楚そうな美少女が部屋でホテルでスケベなトロ顔みせながら絶頂しまくり、腰振りまくり!（12月13日、S-Cute）
- 初めてのずっぷり挿入! Wペニバンレズセックス（12月19日、レズれ!）
- ゴブリンレイプ 〜孕むまで種付け中出し凌辱輪姦される美少女冒険者たち〜（12月28日、TMA）

- 壁!机!椅子!から飛び出る生チ○ポが人気の企業 『(株)しゃぶりながら』 …たまに飲みながら!!（1月10日、SODクリエイト）
- コタツの中を覗くと娘の無防備パンチラが! 我慢できず発達途中のマ○コに触れると愛液垂らしながら大悶絶! 母が隣に居るにも関わらずこっそり近親相姦生中出しSEX!（1月11日、V&R PRODUCE）
- 変態ミスキャンパス緊縛エクスタ（1月25日、クリスタル映像）
- 乳首が感ずる女たち 2（2月1日、OFFICE K'S）
- 娘のワレメ 〜性欲を我慢できずに射精を続ける父親〜（2月1日、ロリ専科）
- 淫魔捜査官（2月7日、アタッカーズ）
- 閉足拘束 芋虫アクメ（2月22日、宇宙企画）
- ツインテールミニスカニーハイ美少女中出し性交（2月22日、TMA）
- 彼女が3日間帰省で家を空けるというので、元カノと3日間ヤリまくったレズビアン記録 音海里奈レズ解禁（3月19日、レズれ!）
- 生意気な妹に抵抗され睨まれ罵倒されながら無理やり近親相姦する兄（3月22日、TMA）
- 闇男(YAMIO) 16人の人妻をマゾに目覚めさせた男 (5月7日、アタッカーズ)
- 「お義父さんの赤ちゃん妊娠する!」 制服姿の新しい娘が義父を母に隠れて射精管理! 何度も寸止めさせマ○コに連続大量中出し! 2（5月17日、V&R PRODUCE）
- 誘惑 (ハート) 歯科クリニック (5月31日、ドリームチケット)
- （裏）手コキクリニック 大量精液採取編 性交クリニック 11 超業務的リアル看護 8性交×200分SP（6月6日、SODクリエイト）
- 肛悶調教 だめ!そこ汚いのに…。（7月7日、アタッカーズ）
- バトル・オブ・レズビアンズ 2（7月11日、ROCKET）
- 「私のパンチラ見たいんでしょ?」清楚な顔した新しい娘が挑発おねだり即ハメ!母に隠れて憧れの義父チ○ポでイキ乱れ!何度も中出し強要!（7月12日、V&R PRODUCE）
- 美しい部下の嫁 いやらしい絶倫上司にしつこいほど孕ませ交尾されました…（7月13日、アクアモール/HERO）
- 教え子の白い肉体を溺愛し続けた10年の記録（7月15日、ピーターズMAX）
- はかなげな黒髪美少女 長～いベロで全身ご奉仕してオジさんの金玉空っぽにしちゃう（7月27日、シャーク）
- 希望の行方 女学生みなみ（8月1日、FAプロ）
- 籠城犯 THE Longest Day（8月7日、アタッカーズ）
- 濃密ベロびらレズ接吻!!～サディスティック美少女×レズ性奴隷に堕ちた人妻～ 倉木しおり 藍川美夏（9月13日、U&K）
- 放課後円光 生ハメ中出し女子○生（10月25日、ホームルーム）
- しおり女王様の調教部屋 (11月8日、SALOME)
- コスプレ×レズビアン 「私と友達になってくれますか?」倉木しおり 野々原なずな（11月19日、レズれ!）
- 妄想アイテム究極進化シリーズ ボディジャック ～憑流教室～（12月12日、ROCKET）
- ディープキス歯科クリニック 2（12月26日、AKNR）

- 杭打ちピストン騎乗位 絶頂を繰り返すPtoMセックス（2月14日、BAZOOKA）
- 「制服・下着・全裸」でおもてなし またがりオマ○コ航空12 中出し便（3月12日、SODクリエイト）
- ゆりろり。くさり 倉木しおり 優木しの（3月19日、レズれ!）
- 様々なシチュエーションで痴女たちが男を上から目線で凌辱する騎乗位! パンストを見せつけ破れた穴からパンティずらして強制挿入!（3月19日、グローリークエスト）
- 令嬢姉妹 麗奴の刻印 倉木しおり 河南実里（4月7日、アタッカーズ）
- 黒き魔装の誘惑 13 ～悪に堕ちた二つの聖なる花～ 倉木しおり 春風ひかる（5月8日、GIGA）
- おしゃぶり姫 倉木しおり（5月15日、REAL）
- 先生、わたし結婚するの。先生と生徒 -愛し続けた10年- 美保結衣 倉木しおり（5月15日、REAL）
- 蒸し暑い布団の中でこっそり密着レズ性交（6月19日、レズれ!）
- ご都合主義ペット完全飼育デリバリー（7月10日、REAL）
- 美女の顔踏み（7月23日、グローリークエスト）
- 家庭内の至る場所で家族にアナルを仕込まれる美人嫁 倉木しおり（8月6日、グローリークエスト）
- 美少女鬼イラマチオ 喉マ○コ中出し 倉木しおり[9]（8月27日、アイエナジー）
- 乳首オフパコしない? 蓮実クレア 倉木しおり（9月7日、[[妄想族 (アダルトビデオ)]犬]]）
- 夜這い 深夜の寝取られ床上手おんな ～旦那の隣で声も出せずに絶頂体験～（9月7日、桃太郎映像出版）
- 魔の媚肉激震貫通マシーン 淫壺に食い込み女を失神させる恐怖の突き上げピストン!! 痙攣を誘発するパープル・デビルに堕とされる7名の餌食（9月19日、Baby Entertainment）
- チクビアン ビンビン乳首こねくりレズ性交（10月19日、レズれ!）
- 小悪魔女王蹂躙地獄 HARDCORE Episode-8: 屈辱の肛虐に震え哭く高潔と情熱の女 哀しき絶頂肉人形に堕とされる残酷の宴 倉木しおり（10月25日、Baby Entertainment）
- 残虐昇天三角木馬 Part2 ～悪魔の重力にイキ殺される炎上女体～ 完全撮り下ろし! 7名の激熱絶頂（11月13日、Baby Entertainment）
- 逆NTR 家庭崩壊ドラマ マンション隣人はAV女優 蓮実クレア 彼女の上手すぎるセックスにボクは完堕ちし新婚生活は完全終了。（11月13日、Million）※主演は蓮実クレア。倉木は脇役出演。
- 磁力戦隊マグナマン ～汚されたマグナピンク～ 倉木しおり（12月11日、GIGA）
- 頭が真っ白になるほど錯乱する女体の逃げ場なき惨劇 くすぐり絶頂地獄拷問 TICKLING OVERDRIVE ECSTACY（12月19日、Baby Entertainment）
- ドSの瞳リョウをドMのセックス・モンスター倉木しおりが犯す。（12月19日、レズれ!）
- 美闘士ティナ 恥辱昇天屈服地獄 倉木しおり（12月25日、GIGA）

- 【奇跡】女子校生デリヘルを呼んだらオカズにしてた友達で強制生中出し!! 5（1月15日、BAZOOKA）
- 美女たちの足裏をふやけるまで舐めたい! 2（2月11日、RADIX）
- ウキウキ尻穴ウォッチング 倉木しおり（2月11日、RADIX）
- ヒロイン白目失神地獄30 美聖女戦士セーラーフリージア 倉木しおり（2月12日、GIGA）
- ヒロインピンチ16 レイザーミカゲ 倉木しおり（5月14日、GIGA）
- 止められない姉妹相姦 汗かき密着お風呂ビアン（5月19日、レズれ!）
- 格闘ヒロイン ストリート・オブ・デス 恥辱の性祭 倉木しおり（7月23日、GIGA）
- ヒロイン討伐Vol.98 スパンデクサー・コスモエンジェル:ロボット要塞 メカ地獄編 倉木しおり（8月13日、GIGA）
- スーパーヒロインドミネーション地獄50 ～美闘士ティナ 死闘! デスコロシアム 壊される美しき肉体～ 倉木しおり（9月10日、GIGA）
- 俺専用パンチラドール しおり 倉木しおり（11月11日、フェチ眼）
- 唇が触れ合いそうな距離で見つめられエッチな言葉でささやかれ手コキ 2（12月7日、アロマ企画）
- ヒロインハンティング 聖宝戦隊ジュエルピンク 倉木しおり（12月10日、GIGA）

- センズリ応援団! オナニー指揮するエッチなオナサポチアリーダー（1月4日、アロマ企画）
- 汚れる巨大ヒロイン ネクストレディー 倉木しおり（2月11日、アロマ企画）
- 竿を喉奥に咥え込みながら顔動かさずに舌で亀頭かき混ぜ続けるフェラチオ（2月22日、アロマ企画）
- ガーターベルトのふともも×腿コキ 5（3月1日、アロマ企画）
- W痴首舐められ性感道場 あおいれな 倉木しおり（4月5日、アロマ企画）
- ミニスカとニーハイとチラリズム 究極の絶対領域パンチラコレクション 2（4月12日、アロマ企画）
- 新星戦隊リュウセイジャー Re:BIRTH（5月27日、GIGA）
- 仲良し姉弟が賞金欲しさにエロミッションに挑戦! 禁断の近親相姦! 絶倫弟が美人姉にガチ発情! 何度も中出し!（6月22日、アイエナジー）
- 素人女子大生限定! 何度イっても止めない高速素股でマン汁ダダ漏れw 白く泡立つまでデカチンを擦りつけるメレンゲ素股に赤面発情!? 焦らしに焦らされ…もうこのまま生チ○ポ下さい! 激イキSPECIAL（6月23日、赤面女子）
- 完ナマSTYLE@しおり 化粧会社勤務の最強美脚OLセフレ（6月27日、First Star）
- 濡れてテカってピッタリ密着 神スク水 倉木しおり 可愛い女子のスクール水着姿をじっとりと堪能! 着替え盗撮から始まり貧乳から巨乳にパイパン、ハミ毛、ジョリワキ等のフェチ接写やローションソーププレイやスク水ぶっかけ等を完全着衣で楽しむAV（7月6日、親父の個撮）
- 正真正銘生中出し美乳黒髪美人猫コスプレ生中2SEX（8月12日、First Star）
- 【戦力外通告?】 二軍野球選手の妻は夫を支えてると思いきや誰にでも股を開くヤリマンだった（9月7日、Materiall）
- 顔出し解禁!! マジックミラー便 一流百貨店に勤務する清楚で品格漂う美容部員さん 初めてのじゅぼじゅぼバキュームノーハンドフェラ編 vol.02 総発射12発! 6人全員SEXスペシャル!! 上品なお姉さんが心を込めてチ○ポをしゃぶり尽くす神フェラSEX（9月19日、DEEP'S）
- 素人バラエティそれなーっ! こっそり媚薬で勝手に性欲覚醒? 夏休みパリピJDがビキニで挑戦するヌルっヌルオイルマッサージ! いやだ勃起しちゃう… 凸ったビーチク & クリトリスを激震電マで執拗に愛撫、ガニ股失禁イキ潮ブッシャーッ!（9月21日、サディスティックヴィレッジ）
- 結婚直前まで浮気中出しする25歳美脚OLセフレ しおり (25)（10月6日、SUKESUKE）
- マッサージ師のなすがまま、カーテン越しに上から下まで弄られまくりの人妻たち!! 声を殺して、鼻息も荒くオイルで火照ったカラダをふるわせ旦那にバレずにイキ放題っ!! 久々の中出しに子宮は切なく痺れ、たっぷり染み込む他人種がメスの性を目覚めさせるっ!! 6（10月12日、LEO）
- 派遣マッサージ師にきわどい秘部を触られすぎて、快楽に耐え切れず寝取られました。 倉木しおり（10月24日、ダスッ!）
- 羞恥! 新任女教師が学習教材にされる男子校の性教育 生徒の目の前で無遠慮な指が膣に挿入される! プライドは崩壊するが、子宮の奥から愛液があふれ出る 12（10月26日、サディスティックヴィレッジ）
- アナルのシワの数までハッキリわかる! ノーモザイク連続絶頂アナル見せオナニー 19（10月26日、アイエナジー）
- 人妻ナンパ 「どうせ旦那は飲み会だし…ちょっとだけなら…。」 週末金曜日の夜、主婦達が羽を伸ばす自由時間 家に帰るまでは母親ではなく1人のオンナで居たい… スリルと浮気願望を優先した人妻さんが帰宅中にAV出演 vol.2（10月27日、h.m.p）
- 潜入!! 噂のリンパマッサージ店 18 「裏オプション、いかがなさいますか?」（11月9日、LEO）
- オジサンの事を見下している生意気な少女達を理解らせWレ×プ（11月21日、無垢）
- 唾液だらだらベロキス歯科クリニック! 密着ドキドキ乳当て誘惑で接吻手コキ 勢いで射精促進ナマSEXでイカせまSHOW!（11月21日、はじめ企画）
- お酒を飲んで酔った欲求不満な人妻を寝取って中出ししまくった 倉木しおり（12月16日、MAXING）

- 2人の嫁に甘やかされて幸福飽和状態! 毎日好きなだけ性処理してくれるから幸せ勃起が止まらない 八乃つばさ 倉木しおり（1月9日、BALTAN）
- 素人ヘアヌード大図鑑～無毛ツルマン女子編（1月30日、S級素人）
- 近親素股プレイでハプニング!! 妹とセックスの練習中に間違ってヌルンと挿入!! 10（2月8日、LEO）
- 誰も助けてくれない ゲス野郎に狙われた冷酷無比中出しレ●プ 倉木しおり（2月16日、MAXING）
- 夏休み限定。青春膣レンタル彼女 倉木しおり（2月27日、ダスッ!）[10]
- ぼくだけがセックスできない家 実写版 美園和花 倉木しおり（2月27日、Hunter）

### VR
- 恥部をじっくり視姦し対面座位で見つめ合い性交（3月31日、ブイワンVR）
- めっちゃ可愛いカノジョとの同棲イチャラブSEX 何度も交わすキスと超接近するオッパイ&モザ無しおっ広げアナルと覆いかぶさり正常位と抱きしめ対面座位でヨダレ垂らして感じまくる! 【生中出し】（6月6日、アリスJAPAN）
- 「彼女ができた。」と、元カノに報告をしたら未練タラタラで中出しSEXの練習を何度もさせてくれる元サヤ発情VR（6月29日、ワンズファクトリー）
- まるで青春時代にタイムスリップ!クラスで一番可愛い女の子から体育館に呼び出され、まさかの告白!さらに愛ある中出し制服SEX!!（7月25日、KMPVR）
- めちゃカワ倉木しおりちゃんの超接近するオッパイ&アナルと至近距離でアクメ顔を見れる覆いかぶさりイカセ愛撫と抱きしめ正常位と寝バックと密着しがみつき対面座位【生中出し】 AV男優になってしおりちゃんの敏感なカラダを責めまくる!（7月26日、アリスJAPAN）
- あご乗せVR! そして密着中出しSEX 〜僕のことを好きすぎる彼女が、いつもよりいちゃいちゃラブラブしてくる〜 倉木しおり（8月27日KMPVR）
- 彼女に浮気がバレて浮気相手と電話させられ、彼女にめっちゃ責められながらSEX（9月4日、KMPVR）
- 極上風俗 足指舐めから即尺へ 最高の射精に導く究極SEX奉仕。（9月8日、TEPPAN）
- 禁断の女子寮の管理人体験VR 気付いたら…門限に間に合わず駆け込んできた制服美少女の溜まり部屋に!!（9月25日、kawaii*）
- 家族で男は僕ひとり! 「4人姉妹と連続セックス朝生活」 3（11月1日、SODクリエイト）
- もう一度アナタに青春を! ドキドキ修学旅行VR 生着替え&女子風呂を覗き見※しかもバレてお仕置きされちゃった! 女子部屋に呼び出されて人生初告白体験!こっそりSEXを試みるも仲間にバレて思い出作りの大乱交しちゃった1泊2日（11月1日、kawaii*）
- うたた寝カノジョにこっそりいたずら… その後とってもらぶらぶなセックスしちゃった（11月9日、クリスタル映像）
- 私とカレー料理どっちがいいの? 見つめ合うイチャラブ激性交。（11月10日、TEPPAN）
- 不倫相手と密会中…妻から電話がかかってきたっ!!（11月22日、ワープエンタテインメント）
- バレたら出禁!? 酔うとエッチがしたくなる激カワ女性部下と居酒屋個室で密着不倫ファック（12月20日、HERO）※VR-1グランプリ(2018) エントリー作品
- 僕はこの豪邸のご主人様。 今日もメイドのしおりがお掃除してくれる。疲れた身体を熱心にマッサージしてくれてSEXまでしちゃいました!（12月22日、こあらVR）
- お気に入り嬢は『倉木しおり』 内緒で本番!J○制服リフレ（12月28日、こあらVR）

- AV男優しみけんの<観れば必ず>うまくなる!! Howto SEX VR! レクチャー(講義)・トライアル(憑依)・セックス(実践)の3ステップで最高のエクスタシーにコミットする最強のSEXメソッドVR!（1月25日、MOODYZ）
- 働く女達の性事情 ～社内で行われる危険な遊び～ 倉木しおり（2月15日、CASANOVA）
- 「ねぇ… いっぱいシコシコして!」 風邪で寝込む僕のお見舞いにきた制服姿のマジメな彼女が優しく淫語オナサポ/相互オナニー! 自コキ射精だけでは我慢できずSEX懇願すると「ちょっとだけだからね…」イチャイチャベロキス/濃厚フェラ! 親に隠れて悶絶生中… 倉木しおり（2月15日、V&R PRODUCE）
- 「お兄ちゃんの赤ちゃん欲しいな…」 僕との結婚を夢見る妹がお兄ちゃん淫語/オッパイ/マ○コで誘惑し、見つめながら騎乗位生挿入! 膣内射精を拒む僕を突然抱きしめ正常位で強制密着生中出し! 禁断の近親相姦SEXでまさかの妊娠!? 倉木しおり（2月22日、V&R PRODUCE）
- ツインテールニーハイソックスパンチラ挑発美少女中出し性交 加藤ももか 倉木しおり 結まきな（3月28日、TMA）
- ～猫の恩返し～ 愛猫『しおり』をかばって大怪我をした僕、美少女に転生して猫が恩返しに来てくれた! イチャLOVEキッス♡ 無修正アナル観察、視姦でイッちゃうドあっぷオマ○コ! フェラ口内発射ゴックン、生ハメ騎乗位、対面座位で… 倉木しおり（4月5日、こあらVR）
- パンチラ×太もも×ニーソ 絶対領域VR 3（5月16日、CRYSTAL VR）
- 【白衣の天使は優しくて… 欲求不満!?】 新人ナースの美尻に勃起してこっそりセンズリしていたら見つかってしまい… 倉木しおり（5月31日、SODクリエイト）
- VR 誘惑歯科クリニック 倉木しおり（6月18日、ドリームチケット）
- 最低最悪凌辱レ●プ ～目の前で理不尽に弄ばれた彼女～ 倉木しおり（7月19日、CASANOVA）
- しおり女王様の調教部屋（11月25日、サロメ）

- ロングブーツM男チ○ポ責め（5月1日、プリモ@VR）
- 口腔愛撫VR（7月13日、KMPVR）
- 歯磨きVR（7月21日、KMPVR）
- まんぐりの時間（8月25日、KMPVR）
- 女子校生女体観察VR（9月12日、KMPVR）
- 「もう… イってるってばぁ!!」 イッてる幼馴染に追撃激ピストン! エンドレス連続絶頂生中出しSEX（12月17日、エロタイムPOP!）

- エリア最強No.1! 池袋ギャル系ピンサロ「ぎゃる & ぴ～す」新人のあの子や人気No.1のあの子も通えば裏オプ間違いなし!? 花びら回転で抜きまくりヤリまくりの生本番!（6月25日、TMA）

- 男の子と同じ快感が得られるペニスを装着して一緒にシコシコする VR（10月28日、AQUA）
- 床オナ派に贈るオカズVR（11月18日、CASANOVA）
- 童貞を馬鹿にしてくる姉にキレた俺は夜な夜な部屋に忍び込む 倉木しおり（12月16日、AQUA）

- 健全なお店のエステティシャンも勃起させて痴女りたい 倉木しおり（3月10日、AQUA）
- 【8K超・超高画質VR】「ちゃんと我慢しないとダメでしょ～お仕置きっ♡」【M男専用ソープ】でS級小悪魔泡姫による淫語・寸止め 焦らし・チンぐりフルコース! 超絶テクでおチ○ポ馬鹿になるまで【淫手コキ2発射・足コキ・口内射精2発射・男潮・中出し3発射 昇天必至の極上痴女ナマ中出し 倉木しおり（10月22日、こあらVR）
- 2人掛かりで極抜きする高級痴女デリヘルを連続利用したらチ●ポがバカになった 八乃つばさ 倉木しおり（12月8日、AQUA）

- 彼氏と喧嘩した美人すぎる上司に勃起薬を飲まされフル勃起したところを逆レ×プ! 絶え間なく続く強制射精をしても萎えない絶倫チ〇ポを勝手に肉ディルド扱い! 覚醒したボクは暴走ピストンで100回以上エグいほどイカせてやった【手コキ・足コキ・口内・狭射2発・中出し4発・顔射】 倉木しおり（1月30日、こあらVR）

### ネット配信
- 【初撮り】ネットでAV応募→AV体験撮影 513 しおり 20歳 大学生（12月9日、シロウトTV）
- この生々しさは見ないとわからない!! 倉木詩織/歯科助手/23歳。出会いを求めて婚活パーティーに来る様なオンナは即ち、求めてるんです!! 躰も(チ●コを)!!! そんな将来を焦り出したふわふわマ●コに安定した男を差し出せば、即日ホテルでハメ倒しのやりたい放題!!! 何度も言うが、生々し過ぎる素人の極エロ素セックスは、本編を見ないとわからない!!!：婚活女子 04（12月24日、プレステージプレミアム）

- 「彼氏とするより気持ちい～♪」 ※おっとり癒し系女子大生 ※思わず守ってあげたくなっちゃう系 ※彼氏います ※いつもニコニコ笑顔 ※何でも「いいよ♪」って受け入れちゃう ※見かけによらず実はスケベ ※ねっとりフェラ神業すぎてワロタ ※「こっちも好き?」って言いながら玉まで舐めちゃう系女子 ※ピンク乳首のぷるるん美乳 ※友達にまたがり激しく腰振る騎乗位の天使 ※もぎたて新鮮おま○こ感度良好 ※ヒクヒク痙攣連続イキ ※「10回もイッちゃった♪」ののか 20歳 大学生（4月25日、プレステージプレミアム）
- 「私のおしりの穴舐めてくれませんか?」 ※守ってあげたい系ガールズバー店員※テラカワユス ※上目遣いのマジシャン ※メニュー決めれない系女子 ※推しに弱い ※言う事全部聞いちゃう ※運転中の彼にフェラしたことあります♪ ※好物はレ●プものAV ※エロポテンシャル高め ※スレンダー美ボディを大量玩具責め ※測量不能の爆量潮吹き ※休む間もなくマ○コを撃ち貫く生まれて初めての3PSEX ※「今までで一番気持ち良くなれました♪」 まゆ 22歳 ガールズバー店員（5月9日、プレステージプレミアム）
- マジ軟派、初撮。1130 しおり 20歳 福祉の専門学生 ※花屋でバイト（8月10日、ナンパTV）
- 【アイドル級】22歳【強烈可愛い】しおりちゃん参上! パチンコ店に勤める彼女の応募理由は『AVよく見てます♪ 前から興味がありまして…♪』 AV見ながらオナニーするのが日課な【スケベ美少女】『ぱ、チンコ? ぱ、チンコ♪が好きなんです…♪』お前… 何言ってんだ!?w 可愛いから許しちゃう! エッチが始まると… 即座に大当り! 【確率変動突入】&【爆裂連チャンモード】敏感即イキ体質なアイドル級美少女! 『気持ち良さは等価交換ですょ♪』お前…w 『出玉｛精子｝はお口に下さい♪』上手過ぎる、いゃ、この娘エロ過ぎる! 今日は大当りですゎ〜w（9月25日、ARA）
- 百戦錬磨のナンパ師のヤリ部屋で、連れ込みSEX隠し撮り 085 しおり 20歳 大学2年・経済学部（10月2日、ナンパTV）
- ラグジュTV 1008 瑞樹果歩 25歳 空港のラウンジスタッフ（10月5日、ラグジュTV）
- 【アイドル級】22歳【スケベ美少女】しおりちゃん参上! 普段はパチンコ店に勤める彼女の応募理由は『激しくないと満足できないんです…』お困りのご様子! とにかく今回の撮影を楽しみにやってきた【変態女子】お望み通りのガチ男優2人を用意! こんな可愛い子が… あんな事を… こんな事を… のオンパレード!『パチンコもエッチも同じですよ♪』その心は? 『どちらもドキドキがたまりません♪』うっ、上手い\w 半端じゃないイキ様は必見! お見逃しなく!（10月31日、ARA）
- まい（11月2日、しろうとまんまん）
- 【激カワ新垣●衣似JD】モテたくて女子大へ進学したしおりちゃんはボディタッチ多めの小悪魔テクで彼氏はいるけどセフレは別腹⇒一人じゃ満足できないことに悩む絶倫娘⇒有名男優登場でJD興奮&パニックでテント内の温度上昇⇒テンション冷めやらぬまま合体で⇒『バレちゃうバレちゃう！』⇒声抑える気全然無いぢゃんの巻：私立パコパコ女子大学 女子大生とトラックテントで即ハメ旅 Report.071 しおりちゃん 20歳 女子大生 (学政学部2年生)（11月3日、プレステージプレミアム）
- ラグジュTV 1024 瑞樹果歩 25歳 空港のラウンジスタッフ（11月12日、ラグジュTV）
- ゆきな（11月23日、しろうとまんまん）
- 【ハロウィンナンパ × みかちゃん編】小悪魔デビルな黒髪ロリ娘とホテル飲み⇒酔ってノリノリ状態で犯され素直に快楽を求める清楚系ビッチなパリピ女子の痴態がエロ過ぎる…!（12月9日、黒船）

- 【パパ活潜入・まことちゃん編】パパ活斡旋所の闇に潜入! パパ側視点の口説き方― 黒髪姫カットの可愛い系美少女を大人チ○ポで鬼交尾!（1月11日、黒船）
- ゲレンデナンパ 02 吹雪の中で見つけたスノボ美女2人組! 男も女もエロいトリックで魅せまくり乱れまくりな4P乱交SEX!! かなえ 22歳 美容クリニックの受付 / しおり 22歳 美容クリニックの受付（2月10日、ナンパTV）
- 【新垣●衣似でフェラ顔天使】同じ人とは2回ヤらないチ○コは使い捨て主義! 長野県のゲレンデに居た清楚系ビッチはワンチャンSEX狙いの確信犯!! 見た目とは裏腹な肉食系淫乱女のヤル気スイッチオン→本気汁を垂れ流し喘ぎまくる!! ＜エロい娘限定ヤリマン数珠つなぎ!! ～あなたよりエロい女性を紹介してください～ 12発目＞ ひなこ 23歳 フリーター（2月23日、プレステージプレミアム）
- 家まで送ってイイですか? case.131 隣人の性活を盗聴!? オナニー!? 川〇春奈似の美女、ナゾの性癖!? ⇒ナゾの聴診器… ナゾの器具…ナゾだらけの自宅! ⇒ナンパ、合コン、ウェルカム男! 魅惑の誘惑テクニック! ⇒ドM変態、首絞め、拘束、スパンキング、涙目痙攣、激イキ昇天!! ⇒美貌とSEXが合わさり最強!! ⇒貧乏、孤独、女手一つで育てた母へ… 涙と感謝の孝行旅行! ほのかさん 24歳 エステティシャン（3月15日、ドキュメンTV）
- 【白濁スイートルーム】6月21日15:00、新宿某高級ホテルのスイートルームにて、友人を呼んで美少女にぶっかけてメチャクチャに汚した動画【うぶぺでぃあ 01 しおり】（7月20日、Jackson）
- 円光おやじの【入れ替わり】人生逆転劇（7月25日、SODクリエイト）
- 催眠レンタル 可愛い教え子に裏切られた腹いせに、臭い口臭を嗅がせて復讐SEX!アイテム:催眠ペンライト 倉木しおり（7月25日、SODクリエイト）
- 精子の量と射精時間が倍になるキンタマ活性化マッサージと寸止め焦らしテクでザーメン100ml中出しさせる現役エステティシャンしおりさん（24歳） (7月25日、激レア素人ちゃん/妄想族）
- しおりん（9月4日、J●調査隊 teamK）

- 麻衣（7月11日、素人ホイホイ）
- みく（9月13日、Lady Hunter）
- 【プレミア彼女】超! 予約困難なパーフェクト美女を彼女としてレンタル! 口説き落として本来禁止のエロ行為までヤリまくった一部始終を完全REC!! 今回は特別に新幹線で伊豆へ! ニヤニヤが止まらないウブかわデートを楽しんだ後は、ホテルで恋人SEX!! 最高に丁度Eもっちり美巨乳が際立つエロナースコスプレ!! 断固ゴム拒否で生ハメ中出し懇願いちゃラブ2本番!! 【最後の1秒まで可愛い】 栞ちゃん 23歳 イ●スタグラマー兼パチンコ屋店員（11月1日、プレステージプレミアム）

- 清楚系美女が連続中〇しされたうえでまさかのAV出演承諾!? 謝礼がもらえるダイエット番組モニターの内容は… つき（6月5日、まんまんランド）
- 【優勝!!!! ルックス抜群 × 超がっつきドスケベ×中出し色々4連発】チッチキチンチンチチンチチンチン… 見た目でクールビューティなのかと思ったら～根アカのくそエロGALでした～… チッキショ～!!!!!! 【このギャップがどエロい2021大賞受賞! ギャルしべ長者61人目 まほちゃん】（9月25日、Jackson）
- 【Xmas中出しすぺしゃる】【生ハメ中出し超超延長戦】【底なし奇跡の可愛さ】【可愛いだけじゃない絶頂連】【潮吹きパイパンドM】【色白雪肌ピンク乳首】一足早いXmasプレゼントゲットだじぇ～! 止まらない可愛さジェジェジェ! 中出し絶頂潮吹きパイパンジェジェジェ! このGALあまちゃんならぬマーメイド! ザーメンタンクカラッカラ抜きすぎ注意のジェジェジェ神回SP! ギャルすたグラム♯032 XmasサンタGAL みゆちゃん (21) めちゃくちゃ可愛い過ぎる元・女子大生（11月26日、はめちゃん。）

- しおり (hlan029)（4月22日、ハメらんど）
- しおり (24)：アイドル級美女xバニーのコスプレで いちゃラブSEX。（4月23日、PinkyRush）
- 美人女教師を性感マッサージでとことんイカせてみた豪華版 (3)（5月17日、パラダイステレビ）
- シオリさん（6月13日、ジェネシス）
- しおりん（9月21日、ギャルpay）
- しおりん（10月14日、ワンチャンすこすこ.com）
- しおりんりん（10月19日、ワンチャンすこすこ.com）
- さおり (erofc114)（11月7日、恋愛カノジョ）
- ドマゾな性癖覚醒したアへ顔トリップJDに中出し! キ○セク志願のシロートさんに白い●飲ませ首○め・潮吹きヤリタイ放題の肉便器●教 まい（12月13日、黒船）

- しおり (sqb200)（4月7日、シロウト急便）
- 【目黒】あやねさん【メンエス】（4月11日、はめちゃん。）
- 【Z世代超絶美少女ギャンブラー】おじさんのアナル舐めて小遣い稼ぎww パパ活で稼いだ金も全てつぎ込む無類のギャンブル好きJD登場ww 借金200万あっても超ポジティブww顔・スタイル・愛嬌もオール120点満点っ♪ チ●ポしゃぶってる顔すらカワイイってどんだけーww 大量中出し→ナースコスが似合いすぎな二回戦も出血大サービスの5P濃厚ファック★【訳アリZ世代.7】しおり 23歳 大学生（5月17日、SUKEKIYO）
- しおりちゃん (oreco348)（6月20日、俺の素人-Z-）
- Kちゃん (spay256)（7月2日、素人ペイペイ）
- しおり (sqb217)（8月4日、シロウト急便）
- ぴなぽ（9月12日、ぎがdeれいん）
- しおり & ののか（9月15日、素人ムクムク-塩-）
- 看護師S（10月12日、素人ムクムク-クスリ-）
- SOR01（10月15日、路地裏ぱんぱん）
- SHIORI（10月19日、素人ムクムク-塩PP-）
- ＜胸クソ! パパ活成敗中出し＞パパにガチ恋しちゃったS級美女の末路。お嬢様系彼女を捕まえる為、今回は麻布十番でナンパ! 早速清楚系の美女発見w聞くと実は彼氏彼女の関係では無くパパ活女子パパ?! 面白そうなのでOK! AV出演はパパが乗り気で「むしろ上乗せする」とノリノリ。彼女は浮かない顔しているが…? 実はパパにガチ恋してるとか… AV出演すれば特別な関係になれると彼に唆され決意を決める。彼の為と言いつつおま●こは大洪水 & 他人棒で突くと激しくよがりまくりで… 最後は無断中出し。ゴチでしたw しずかさん パパ活女子 (実はパパにガチ恋)（10月25日、NTR.net）
- 【未知の世界へ誘う ～究極の前戯～】美脚、美尻でスレンダー、言うことなしの奥様。優しく愛撫されたい！いっぱい舐められたい! 前戯をもっとしてほしい! とにかく、事後に痛くならないSEX教えてください。倉木しおりさん 28歳 結婚2年目（11月2日、KANBi）
- 豊〇区債務者K（11月8日、素人ムクムク-弱点-）
- しおり (smuc070)（12月9日、素人ムクムク-夢中-）
- しおり (hmdnc676)（12月9日、ハメドリネットワークSecondEdition）
- KISHI（12月16日、暗黒）

- 怯える美少女→男「結婚したら●供作らないといけないんだよ?」自身のファンに監●されて中出しされるアイドルを撮影した激ヤバ映像流出 あい（1月24日、黒船）
- 倉木まひろ (mywife635)（2月10日、舞ワイフ）
- しおり (ewdx471)（2月15日、E★人妻DX）
- 田中（2月16日、SNAP×SNAP）

### イメージDVD
- 揺れていたい 倉木しおり（2021年1月31日、Superlative）

### シングルCD
- empoisonne（2022年3月23日、MPCD-15030、Milky Pop Generation）

## 書籍・出版

### 写真集
- addiction（2021年1月25日、ジーウォーク、撮影：14y.ムラミツ）ISBN 978-4-86717-136-3

### デジタル写真集
2020年
- Shiori Secret romanc（5月17日、REbecca）

2021年
- FLOWER 倉木しおり vol.01（5月1日、ジーウォーク、撮影：14，yムラミツ）
- LOVEPOP デラックス 倉木しおり 001（6月4日、PAD）
- LOVEPOP デラックス 倉木しおり 002（7月9日、PAD）

2022年
- FLOWER 倉木しおり vol.02～vol.06（2月25日、ジーウォーク、撮影：14，yムラミツ）
- デジグラ・デラックス 倉木しおり 001（3月18日、PAD）
- デジグラ・デラックス 倉木しおり 002（4月22日、PAD）

2024年
- 君を見つけた【グラビア写真集】倉木しおり（1月26日、プレステージ出版、撮影：柳沢康太）
- 君を見つけた【ヌード写真集】倉木しおり（1月26日、プレステージ出版、撮影：柳沢康太）

## 出演

### ウェブテレビ
- 全裸監督2（2021年6月24日 全話配信、Netflix）1話

### イベント
- ゲオTV×メンズサイゾー パネルクイズ～ドアップ25～私は誰でしょう？【EYEパネル出題】二つ名は「魔性のアーモンドアイ」[11][12]

## インタビュー
- ゲオTVxメンズサイゾー スペシャルアワード「タイニーガール部門」第1位 倉木しおりちゃんインタビュー！（メッセージ動画付き）[13]